# Ново село (община Кичево)
Вижте пояснителната страница за други значения на Ново село.
Ново село (на македонска литературна норма: Ново Село; на албански: Novo Sella) е село в Северна Македония, община Кичево.

## География
Селото е разположено в областта Горно Кичево в западните поли на Челоица.

## История
Според „Кичево в миналото си и сега“ Ново село е заселено от арнаути дошли от Полога в XVIII век.
В XIX век Ново село е село в Кичевска каза на Османската империя. В „Етнография на вилаетите Адрианопол, Монастир и Салоника“, издадена в Константинопол в 1878 година и отразяваща статистиката на населението от 1873 година Ново село (Novo-sélo) е посочено като село с 28 домакинства с 62 жители мюсюлмани и 36 българи.
Според статистиката на Васил Кънчов („Македония. Етнография и статистика“) към 1900 година в Ново село живеят 110 българи християни и 75 арнаути мохамедани.
На Етнографската карта на Битолския вилает на Картографския институт в София от 1901 година Ново село е смесено село българи, помаци и албанци в Кичевската каза на Битолския санджак с 32 къщи.
Според митрополит Поликарп Дебърски и Велешки в 1904 година в Ново село има 8 сръбски къщи. По данни на секретаря на Българската екзархия Димитър Мишев („La Macédoine et sa Population Chrétienne“) в 1905 година в Ново село има 120 българи екзархисти.
След Междусъюзническата война в 1913 година селото попада в Сърбия.
Църквата „Света Богородица“ е градена в началото на ХХ век и не е осветена.
На етническата си карта на Северозападна Македония в 1929 година Афанасий Селишчев отбелязва Ново село като смесено българо-албанско село.
Според преброяването от 2002 година селото има 143 жители.
| Националност | Всичко |
| македонци    | 2      |
| албанци      | 141    |
| турци        | 0      |
| роми         | 0      |
| власи        | 0      |
| сърби        | 0      |
| бошняци      | 0      |
| други        | 0      |

От 1996 до 2013 година селото е част от Община Осломей.